# Matija Gubec
Ambroz Matija Gubec (mađarski: Gubecz Máté; Hižakovec u Hrvatskom zagorju oko 1548. – Zagreb, 15. veljače 1573.?), bio je hrvatski seljak i vođa seljačke bune u Hrvatskoj i Sloveniji.

## Životopis
Matija Gubec rođen je u Hižakovcu, u Hrvatskom zagorju oko 1548. godine. Prije bune Matija Gubec bio je kmet na stubičkome vlastelinstvu Franje Tahyja u Hrvatskome zagorju. Po urbaru iz 1567. godine Gubec se spominje kao inkvilin s imenom Ambroz. U historiografiji se od 1622. godine spominje pod imenom Matija, a u hrvatsku historiografiju to ime uvodi povjesničar Vjekoslav Klaić. Po mađarskom povjesničaru Istvánffyju, koji je prvi spomenuo ime Matija, sastavljeni su svi kasniji opisi seljačke bune iz 1573. godine, uglavnom do građe koju je prikupio Franjo Rački. Nju je obogatilo tek sustavno istraživanje u arhivima Budimpešte, Graza, Beča i Venecije u desetljeću, koje je prethodilo proslavi 400. obljetnice seljačke bune.

### Seljačka buna
U historiografiji nije u potpunosti razriješeno pitanje glavnog obilježja seljačke bune 1573. godine. Seljaci su se protiv Franje Tahyja više puta žalili caru i kralju, a kada im ovaj nije pružio pomoć počeli su se pripremati za ustanak, te uspostavljaju veze sa slovenskim seljacima i sitnim građanima. Ustanak je izbio na dani znak s obje strane Sutle. Glavni vojni zapovjednik bio je Ilija Gregorić, a stvorena je i vlada u kojoj su bili Matija Gubec, Ivan Pasanec i Ivan Mogaić. Kad je izbila buna, seljaci su izabrali Gupca za vođu jer su "smatrali da se, među ostalim, odlikuje pameću i hrabrošću" (Istvánffy). U kratkome vremenu bune Gubec se pokazao kao sposoban organizator i nadahnjujući vođa, pa je odmah nakon smrti ušao u legendu. 

Ishodište bune bilo je stubičko vlastelinstvo koje je više godina prije njezina izbijanja bilo predmetom spora između nekoliko vlasnika koji su u borbu sa suparnicima uvlačili i različite kategorije podložnika. Kada je potkraj siječnja 1573. izbila buna, G. je s dijelom buntovnika, kojemu su glavninu činili podložnici (kmetovi) s »vlastelinstava Susjedgrada, Stubice i Cesargrada« (J. Adamček), između 29. I. i 2. II. 1573. iz Donje Stubice krenuo prema Zaboku i uspio osvojiti utvrđenu kuriju Šimuna Keglevića Šabac kraj Krapine. Istodobno istočno od Zaboka pobuni su se pridružili podložnici M. Konjskog na nagovor Gupca i I. Pasanca. Pobunjenici pod zapovjedništvom Gupca zaustavljeni su pod Krapinom. Nakon početnih uspjeha u širenju pobune već za desetak dana pobunjenici doživljavaju nekoliko poraza, među ostalim u Krškom i kraj Kerestinca te se vraćaju u kraj oko Donje Stubice odakle su i krenuli. U odlučnoj bitki koja se vodila između pobunjenika pod Gupčevim zapovjedništvom – prema Adamčeku oko 6000 ljudi – i vojske koju je vodio podban G. Alapić kraj Stubičkih Toplica 9. II. 1573. Gubec i pobunjenici su poraženi.

U presudnoj bitci protiv plemića koji su bili pod vodstvom podbana Gašpara Alapića, kod Stubičkih Toplica 9. veljače 1573. godine, Gubec je vodio seljačku vojsku od oko 6000 ljudi (po Josipu Adamčeku). Prije početka bitke Gubec seljacima je govorio neka budu svjesni kako trebaju pobijediti ili očekivati "jao pobijeđenima" (Istvánffy). Nakon što su seljaci poraženi, Gubec je uhvaćen i odveden u Zagreb. Smaknut je 15. veljače 1573. godine, a po legendi javno je mučen na Trgu svetoga Marka tako što je bio prisiljen nositi krunu od usijanoga željeza (kao "seljački kralj"), a zatim je raščetvoren.
U historiografiji je osim dvojbe je li riječ o križarskoj vojni (Nada Klaić) ili početcima razredne borbe (R. Bićanić, Josip Adamček), također upitno je li Gubec za kaznu proglašen »kraljem«, okrunjen užarenom željeznom krunom i, kao što se općenito drži, smaknut uz mučenje 15. veljače u Zagrebu ili nije. Činjenica je da se u popisu podložnika obitelji Hennyngh 1574. godine u selu Hižakovec spominje inkvilin, Jambrek Gwbez.

## Baština
- Matija Gubec do današnjega doba ostao je najveći narodni junak u Hrvata. Mnoga kulturno-umjetnička društva nose ime Matije Gupca, npr. KUD "Matija Gubec", Slavonski Kobaš,[4] Kulturno umjetničko društvo "Matija Gubec", Gornja Stubica,[5] KUD "Matija Gubec" Donji Miholjac[6] a u Tavankutu je 1946. godine osnovano Hrvatsko kulturno prosvjetno društvo "Matija Gubec",[7] i dr. Najčešće ime ulice u Hrvatskoj jest Ulica Matije Gupca, prema istraživanju dr. Slavena Letice.[8]

- Tijekom Drugoga svjetskog rata njegovim je imenom nazvana jedna slovenska i jedna hrvatska partizanska brigada. Posebno je slavljen u socijalističko doba, pa je tada podignut i njegov spomenik u Gornjoj Stubici, a mnoge su ulice (Beograd, Brčko, Mostar, Podgorica, Sarajevo, Subotica, Tuzla i dr.) dobivale nazive po njemu diljem SFRJ. U Nišu je jedna ulica po njemu nosila naziv sve dok Skupština općine Niš 2003. godine nije donijela odluku o preimenovanju u Ulicu bojnika Tepića.[9] U vojvođanskom selu Tavankutu kod Subotice postavljeno je poprsje Matiji Gupcu, u dvorištu istoimene osnovne škole, ali je u dva navrata srušeno, a krivci nisu pronađeni.[10]

- U umjetnosti: August Šenoa o buni je iz 1573. godine napisao povijesni roman Seljačka buna, u kojem je Matija Gubec glavni lik;[1] Mirko Bogović napisao je dramu Matija Gubec;[11] Ivo Lhotka-Kalinski skladao je operu Matija Gubec;[11] slike o Matiji Gupcu su napravili Oton Iveković (Smaknuće Matije Gubca na trgu ispred crkve sv. Marka u Zagrebu) i Ferdo Quiquerez (Smrt Matije Gupca);[12] spomenik Gupcu u Gornjoj Stubici djelo je Antuna Augustinčića, a Vanja Radauš napravio je 1968. godine poprsje Gupca koja se nalazi u Aleji Seljačke bune u Podsusedu.[13] Igrani film iz 1975. godine Seljačka buna 1573. djelo je Vatroslava Mimice,[11][14][15] a Ivica Krajač, Karlo Metikoš i Miljenko Prohaska autori su prve hrvatske rock opere Gubec-beg, nazvane upravo po vođi seljačke bune. Mala knjižica Josipa Stanića Staniosa "MUKA" (Petrinja 1967.) kratak je ep o pogibiji Matije Gupca.

- U filateliji: Za Kraljevine Jugoslavije izdana je poštanska marka s njegovim likom. Za vrijeme NDH, 1942. godine, izdan je niz poštanskih maraka u spomen na Senjske žrtve od kojih je autor prve u nizu, Matija Gubec, bio student arhitekture u Zagrebu, Baldasar.[16]

- U stripu: 2. ožujka 2013. godine Večernji list pokrenuo je ediciju "Hrvatska povijest u stripu" u kojoj je prvi strip "Seljačka buna", autora Željka Lordanića i u njemu je glavni junak Matija Gubec.[17]

## Zanimljivosti
- Lipa u Gornjoj Stubici dobila je naziv Gupčeva lipa, a pod njom je, prema narodnoj predaji, Matija Gubec okupljao svoje istomišljenike.[18] Višestoljetna Gupčeva lipa zaštićeni je spomenik kulture.[19]

## Galerija
- Poprsje Gupca u Podsusedu.
- Spomenik Seljačkoj buni 1573. u Gornjoj Stubici.
- Informativni pano Muzeja seljačke bune 1573. u Gornjoj Stubici.
- Gupčeva lipa.
- Bista Matije Gubeca, nastala oko 1948. godine. Djelo kipara Antuna Petrovića.